# 半弧形堅唇介
半弧形堅唇介（学名：Sclerochilus subcycloidea）为魚形介科堅唇介屬下的一个种。